# Phrurolinillus
Phrurolinillus es un género de arañas araneomorfas de la familia Phrurolithidae. Se encuentran en la península ibérica (España y Portugal).

## Lista de especies
Se reconocen las siguientes según World Spider Catalog 19.5:
- Phrurolinillus lisboensis Wunderlich, 1995
- Phrurolinillus tibialis (Simon, 1878)